# 薄樱鬼 ～新选组奇谭～
《薄櫻鬼 ～新選組奇譚～》（薄桜鬼 〜新選組奇譚〜（はくおうき しんせんぐみきたん））是由IDEA FACTORY（OTOMATE）於2008年9月18日發售的戀愛冒險遊戲。2009年8月27日發售PSP版《薄櫻鬼 攜帶版》及Fan Disc《薄櫻鬼 隨想錄》後繼續推出不同類型的遊戲作品。並於2010年4月改編為電視動畫放送，前後共有三季+六集OVA以及劇場版動畫兩章。之後以原作為基礎陸續改編成動畫、舞台劇、音樂劇、電影等各種形式之作品。

## 故事
《薄櫻鬼》是以日本幕末時期的史實為背景改編的故事，作為奇譚的本作以獨自的新要素為中心描述，因此會有和史實不一致的地方。
故事開端是幕末文久三年。
主人公‧雪村千鶴是在江戶生長的蘭學醫（西方醫學）之女。其父綱道因工作而離開江戶前往京都。一開始千鶴與父親有定期的書信往來，但很突然的，父親不再來信，而自己寫的信也得不到回應。千鶴因擔心父親而穿上男裝来到京都，卻沒想到在那里遭遇到了冲击性的场面，並且與新選組的各位邂逅，一起尋找父亲的下落。
圍繞著她的是與新選組的隊士之間發生的事、自己的身世、新選組隱藏著的秘密，以及幕末的男子為了生存的戰鬥歷程。

## 登場人物

### 主要人物
雪村 千鶴（聲：桑島法子；台：劉凱寧）
■ 遊戲的主角（可改名）。東方雪村家純血的鬼族。
■ 初登場設定為16歲，身高155cm。
■ 為尋找父親雪村綱道而來到京都，途中與為了解芹澤的本意與真正的武士而展開旅程的龍之介擦身而過，不過直到結局都不知道彼此的存在（動畫）。
■ 遇到因羅剎化而失控的新選組隊士，開啟了與新選組的邂逅之旅。
■ 原本因目睹羅剎化失控的新選組隊士而被監禁，後來因是綱道的女兒而繼續女扮男裝成為土方的侍從，並逐漸成為其核心。
■ 因為是純血鬼族的後裔之一，所以多次被風間盯上，根據風間的說法，在鬼族當中純血後裔出生女鬼的機率僅僅五分之一。
■ 隸屬的雪村家原本是東邊最具規模的鬼族本家，也受到倒幕派合力的邀請，不過因不好鬥爭而拒絕，卻遭致倒幕派的滅族，大受刺激到失去記憶，倖存的只剩下自己跟哥哥薰；之後哥哥薰被南雲家收養，自己則被綱道收養，並在人類的細心呵護下成長，因而完全忘記自己有個哥哥，兄妹倆也在之後廝殺。
■ 得知自己是鬼族的真實身份與養父綱道的真面目跟所作所為後震驚不己，不過在新選組的支持和鼓勵下振作，甚至痛下決心與離經叛道的養父為敵。
■ 大戰期間土方多次為保護千鶴而勸阻千鶴遠離戰爭，不過千鶴為與新選組同進退且為了解事實而拒絕。
■ 動畫後段與土方相愛。
土方 歲三（聲：三木眞一郎；台：孫誠）
■ 生日為1835年5月31日﹝天保六年五月初五﹞，身高172cm。
■ 新選組副長，被稱為「鬼之副長」。加入新選組前的職業是藥商。
■ 個性嚴謹，酒量差，新選組大小事物幾乎全包。
■ 於齋藤、沖田後登場，將目睹失控的隊士的雪村千鶴帶回屯所監禁，因而讓千鶴就此跟新選組結下不解之緣。
■ 一次的任務中導致山南受了重傷（左手半殘），非常自責。
■ 為了與風間戰鬥而飲下變若水，讓自己獲得可以相抗的力量，就此變成新選組的第四個羅剎。
■ 近藤勇死後便獨自支撐新選組，持續讓象徵新選組精神的「誠」字旗幟飄揚於戰場上。
■ 很重視千鶴的存在，多次為保護千鶴而挺身對抗風間，也勸阻千鶴遠離戰爭，甚至一度將千鶴留在仙台，之後千鶴因收到大鳥的信而繼續以侍從的身分跟隨；羅剎的副作用發作時都靠自己的意志力度過，其中兩次則是喝下千鶴身為鬼族的血，兩人因而進一步成為戀人。
■ 結局與風間決一死戰，得到風間的認同，取得「薄櫻鬼」的稱號，之後戰勝風間。最後並未說明土方是否死亡，為開放性結局。於遊戲《黎明錄》中土方說與風間一戰後，以前「人類的」他已經死去，現在以「鬼」的身份繼續生存着。
■ 在劇場版《薄櫻鬼第二章～士魂蒼穹》他沒有死去和千鶴 一起活下去直到最後
沖田 總司（聲：森久保祥太郎；台：梁興昌）
■ 生日1842年7月8日，身高176cm。
■ 一番組組長。俊麗的天才劍士，被喩為有着新選組第一的劍術。
■ 有著敏銳的洞察力，平常面帶笑容，常把「斬」、「殺」掛在嘴邊，偶爾喜歡開惡劣的玩笑嚇人。自幼認識近藤和土方，並十分尊敬近藤勇，視他如大哥。敢開鬼之副長土方的玩笑。
■ 和龍之介一樣雖出身於武家，但自幼就被姐姐送至近藤的道場，似乎認為自己被姐姐遺棄，不過在近藤的關切下終於敞開心胸，並於道場不斷精進自己，終於成為身手不凡的天才劍士。
■ 初登場為齋藤擊敗羅剎化失控的新選組隊士後。
■ 因罹患肺癆（肺結核）而越來越少參與新選組的行動。為了治病而飲下變若水卻無法痊癒（南雲薰謊騙變若水可治肺癆），就此變成新選組的第三個羅剎，也因和南雲薰的相遇而在新選組中第一個得知千鶴的真實身份。
■ 動畫第二季第六集中得知有人要夜襲身受重傷、藏身於客棧的土方，為了保護土方以及新選組的未來，變成羅剎獨自前往與眾多敵人戰鬥，最後耗盡生命，幻化成灰，於現場留下一把貫徹自己最後信念的武士刀。
■ 史實中死於肺病。
齋藤 一（聲：鳥海浩輔；台：賀宇傑）
■ 1844年2月18日（天保十五年1月1日﹞，身高168cm。
■初登場為19歲
■ 三番組組長。最年輕的幹部，擅長暗殺。
■ 為讓人認同在當時備受歧視的左撇子而苦練刀法，是個居合斬（神速拔刀法）高手。因左撇子，佩刀位置與一般人相反。
■ 穩重而沉默寡言，對於新選組的事物能冷靜的判斷和行動。
■ 雖因是左撇子而備受歧視，不過也是受人敬重的高手；過去是某個藩的藩士，受到某個武家子弟的挑戰，最後雖戰勝但因對方身亡而被問罪脫藩，之後到江戶遇到現在的近藤等人。
■ 初登場時擊敗羅剎化失控的新選組隊士救了被襲擊的千鶴。
■ 假冒成間諜跟隨伊東打探各種消息回來給新選組，在油小路事件之後回歸新選組。
■ 動畫第二季第七集中，為了與會津的武士貫徹彼此間的武士信念而選擇留下來繼續戰鬥，率隊立起代表新選組精神的『誠』字旗作先鋒衝向敵人。
■ 動畫暗示死亡，遊戲中與史實中並沒有死亡，選留守會津籓退出新選組。
藤堂 平助（聲：吉野裕行；台：何志威）
■ 身高160cm。
■ 八番組組長。同齋藤是最年輕的幹部，與千鶴年紀相仿。身材嬌小。
■ 發現打架時都會湊一腳，因而被永倉和原田稱為一馬當先大師。與永倉和原田很要好。
■ 對於政治理想有自己一套思維，因對新選組的改變感到不認同，而隨伊東脫離新選組，在油小路事件後回歸新選組。
■ 連續兩次都遭到天霧重創，第一次是在池田屋事件，第二次則是在油小路事件，第二次時飲下變若水，就此變成新選組的第二個羅剎。
■ 動畫第二季第八集中，加入山南創立之羅剎隊行動，得知山南可能倒戈加入敵方新政府軍後，偷溜出來與千鶴會合，打算向土方報告且商討，卻被綱道一路尾隨跟蹤，又因在戰鬥中羅剎的副作用而導致千鶴被擄。
■ 動畫第二季第八集和遊戲土方線中，為了阻止綱道所創立的羅剎隊並救出被擄的千鶴，與土方、山南在仙台殲滅所有的羅剎後耗盡生命，化成灰死去。
原田 左之助（聲：遊佐浩二；台：葉三陽）
■ 身高180cm。
■年齡約20~30歲
■十番組組長。善於用長槍的高個子。永倉稱其在新選組內女人緣最好。
■ 重情重義，穩重溫柔，夢想是能與妻子一起平穩生活。
■ 動畫第二季第六集中，與不知火在山路上迎擊綱道帶領的羅剎隊。擊倒所有羅剎後因負傷及體力不支而開始意識模糊，迷離之際說了句「新八還在等我。」就沒任何訊息。
風間 千景（聲：津田健次郎；台：賀宇傑）
■ 初登場設定為25歲，身高172cm。
■ 遊戲中的隱藏角色，唯一一個非新選組隊員的攻略角。
■ 千鶴和新選組邂逅的劍者，西邊鬼族首領。薩摩藩所屬。
■ 動畫中為了奪取千鶴，多次與新選組的人作對，但最後因為千鶴說的話而失去興致中途放棄爭鬥。
■ 對於自己身為「鬼」的驕傲不容許有人踐踏，因此鬼說的話都需信守承諾，包括立下誓言要與土方做個了斷，所以殺害和過去的自己一樣奪取千鶴的南雲薰，也決定要殺害先後背叛倒幕派及新政府軍的鬼族叛徒綱道。
■ 和新選組的前任局長芹澤有一面之緣，一眼就看出芹澤罹患不治之症。
■ 在與土方最後的對決中承認了對方的實力，並給予「薄櫻鬼」的稱號，其後被土方一刀刺穿心臟而倒下。(劇場版中，則是刀被土方擊飛，手被弄傷後說了與原作相同台詞後離開。)

### 次要人物

#### 新選組隊士
近藤 勇（聲：大川透；台：葉三陽）
■ 新選組局長。
■ 劍術高強而重情義，是眾人所信賴的精神領袖。
■ 重視武士道精神勝過人命，結果間接導致新選組於鳥羽伏見跟甲府連續兩次戰役大敗，也讓新選組蒙受重大傷亡，更讓與自己起爭執的永倉和原田離隊。
■ 在動畫第二季裡，為了讓遭敵人包圍的新選組順利脫逃，決定化名為大久保大和前去投降，為土方一行人拖延時間。最後被帶往板橋總督府斬首。土方感嘆近藤局長最後連能像個武士一樣切腹的選擇餘地都沒有。
山南 敬助（聲：飛田展男；台：何志威）
■ 新選組總長。
■ 個性溫柔常帶著笑容，但有時也會露出冷酷的一面。
■ 因為出任務時左手受了傷，不能再像以往一樣使用劍術，之後伊東的出現讓他認為毫無劍技的參謀在新選組是多餘的，於是開始消沉、自我封閉，最後選擇飲下經過自己改良的「變若水」，成功成為第一個沒有失控的「鬼」，等於是新選組的第一個羅剎。
■ 暗殺新選組前任局長芹澤之後創立「羅剎隊」，並接手前任代理局長新見錦的研究，持續研究變若水。
■ 動畫第一季中被懷疑有在夜裡試刀殺人的行為，其後得知是山南前去阻止羅剎隊成員夜裡殺人飲血。
■ 初次成為羅剎時一度失控，還為進一步的控制羅剎隊而傷害千鶴，不過都被土方阻止，之後土方因懷疑而派同樣變成羅剎的藤堂監視山南與羅剎隊。
■ 動畫第二季第八集中假意與綱道合作，實際上是為創造羅剎隊助土方重振新選組、贏得戰役，不過土方強烈反對如此不正道的作法，於是在與平助、土方在仙台殲滅所有的羅剎後，耗盡生命、化成灰死去。
■ 於真改中成為攻略角色。
永仓 新八（聲：坪井智浩；台：梁興昌）
■ 新選組二番組組長。
■ 身材健壯的肌肉男，有着喜歡酒和女人的大哥哥氣質。
■ 於京都的鳥羽伏見戰率領著敢死隊在槍林彈雨中作戰，對於部下平白無故的前去犧牲無法接受，所以要求近藤不要執著武士精神導致部下送死才撤退，還為此在甲府一役時跟近藤起爭執。
■ 戰役結束後考慮深久認為自己的夢想不是想成為武士，而與原田同時離開新選組，並與原田組織靖共隊繼續對抗新政府軍。
■ 於真改中成為攻略角色。
井上 源三郎（聲：小林範雄；台：賀宇傑）
■ 新選組六番組組長，年長的幹部。
■ 有着和善誠實的人品，為大家所信賴。
■ 動畫第一季為了保護千鶴而死於倒戈的錠城士兵手上，對於土方以及新選組有數不盡的感謝之情，以及自己沒辦法再一同奮戰感到抱歉後死亡。
■ 死前向千鶴說想傳達給土方的話：「很抱歉，我的力量還不夠，請原諒我，沒能陪您走到最後。」、「能讓我得見最後的夢想，我已不知該怎樣感謝您了。」
山崎 烝（聲：鈴木貴征；台：孫誠）
■ 新選組的諸士調、監察。
■ 冷靜沉著，在暗地裡支撐新選組，尊敬著土方。
■ 通曉醫術，新選組幹部受傷時常幫忙治療。最後託付紀錄新選組員的病歷本給千鶴。
■ 動畫第一季因為前去解救土方而被風間重傷，並傳達給土方「即使左右手沒有了可以替補更換，但是失去首領的話一切都將會結束。」的道理倒下。最後在船上重傷不治而過世，生前對千鶴表示將新選組的眾人託付給千鶴。
■ 於真改中成為攻略角色。
岛田 魁（聲：大羽武士）
■ 新選組的諸士調、監察、伍長和軍監，在暗地裡支撐新選組的根基。
伊东 甲子太郎（聲：千千和龙策）
■ 新選組参謀，因近藤賞識其劍術和學識而被邀入隊，其實跟綱道一樣都早已與薩長兩藩串通勾結。
■ 之後脫離新選組成為御陵衛士隊長。離開時帶走了一些新選組的隊士，包括平助和齋藤（諜報）。
■ 試圖暗殺近藤，同時讓羅剎隊的存在公諸於世，最後反而於油小路被天霧及不知火等薩長兩藩的藩士暗殺。

#### 鬼族
雪村 綱道（聲：齋藤龍吾；台：梁興昌）
■ 千鶴的父親，實為義父。
■ 動畫初期奉幕府之命與新選組的前任局長芹澤合作，等於是新選組的隊醫，製造讓人變成羅剎的藥「變若水」，因而創立羅剎隊，可說是所有鬥爭的導火線之一，也是讓羅剎現世的另一位元凶，在劇場版中揭露出是導致雪村家遭滅族的主因之一，結果芹澤的部下新見導致診療所發生大火，之後有一段時間下落不明，因而促成千鶴來到京都的契機；實際上是為復興雪村家而與倒幕派串通勾結，進一步改良變若水跟自行創立的羅剎隊，又因厭煩人類之間的鬥爭而先後背叛倒幕派與之後投靠的敵方新政府軍。
■ 甲府一役時再度出現在新選組面前，還是帶著南雲薰及經自行改良後得以在白天行動的羅剎隊，因而讓原本與原田為敵的不知火極為不悅到拆夥；根據在甲府一役中風間的說法，最近的行為越來越偏離鬼族之道，由此可知對風間而言，綱道已經到了離經叛道的地步，因此無論在鬼族或人類都是要抹殺的對象。
■ 為復興雪村家可說是不擇手段，不惜利用千鶴的雙胞胎哥哥南雲薰、倒幕派及新政府軍，意圖讓身為鬼族本家雪村家血脈的千鶴為雪村家掌旗。
■ 原本佔領仙台城是奉新政府軍之命，也因而與山南合作要將羅剎隊與新選組聯手，卻遭土方拒絕。最後為保護千鶴而被自己創造的羅剎斬殺，而劇場版則是死於風間之手。
不知火 匡（聲：吉田裕秋）
■ 使用手槍的鬼。長洲藩所屬。
■ 動畫中與新選組的原田經常對上，每次都難分上下。
■ 告知原田綱道打算利用羅剎隊攻擊的消息，並表示自己對於綱道的作為不順眼決定前去阻止。在與原田聯手迎擊並擊倒綱道所帶領的羅剎隊後就沒有任何訊息。
天霧 九寿
■ 與風間和不知火一起行動的鬼。薩摩藩所屬。
■ 不喜愛爭鬥，對於無意義的爭鬥非常反感，也不隨意奪取他人性命。
■ 善於空手搏擊及肉搏戰，與外貌不同是個用詞涵養的人。
■ 對於經常與土方爭鬥的風間無法理解，最後決定分道揚鑣。
南雲 薫（聲：伊藤葉純）
■ 千鶴在市集遇到的少女，真正身份是千鶴失散多年的孿生哥哥。
■ 隸屬的雪村家原本是東邊最具規族的鬼族本家，也受到跟倒幕派合力的邀請，不過因不好鬥爭而拒絕，卻遭到倒幕派的滅族，倖存的只有自己及大受刺激到失去記憶的妹妹千鶴；之後自己被南雲家收養，似乎過得很不人道，忘記自己的妹妹千鶴則由綱道收養。後來於市集再度找到千鶴時，看到千鶴跟自己所怨恨的新選組等人類和樂融融，並被人類細心守護，因而對千鶴又愛又恨，就此為兄妹倆之後的廝殺埋下伏筆。
■ 欺騙沖田飲下變若水，導致得知近藤遭槍擊後氣憤不已的沖田就此成為新選組的第三個羅剎。
■ 為了將千鶴帶回自己身邊而恢復男裝主動出現在千鶴面前卻遭拒絕，最後決定既然無法帶走千鶴至少要親手殺死這最掛心的妹妹，不過卻遭到突然出現的千景攻擊而死亡，在劇場版中則是被沖田擊斃。
千姫（聲：石川綾乃）
■ 千鶴在市集相助過的少女，為鈴鹿御前的子孫，是鬼族的公主。
君菊（聲：勝田晶子）
■ 表面是島原的藝妓，真正身份是侍奉千姬的忍者。

#### 幕府的人
松本 良順（聲：佐藤広太）
■ 幕府和新選組私人的蘭醫，與主人公和綱道相識。
榎本 武揚（聲：伊藤栄次）
■ 幕府海軍將領，蝦夷共和國的創建者。
大鳥 圭介（聲：內匠靖明）
■ 幕府軍新任命的總督，邀請土方成為前鋒軍的參謀。

#### 黎明錄登場角色
井吹 龍之介（聲：關智一）
■ 黎明錄的主角，和沖田一樣雖出生於武家卻不喜歡武士。
■ 被新選組前任局長芹澤鴨發現倒在路邊而被救了一命，之後被帶回浪士組（後為新選組）。
■ 和新選組可說是形同家人，尤其是與藤堂之間更是形同兄弟，但因得知羅剎的存在跟變若水的秘密而遭追殺；結局中因遭沖田的追擊而被大水沖去江戶，最後為理解芹澤說的話及真正的武士而展開旅程，同時剪去部分的頭髮，和當時要前往京都尋找養父綱道的千鶴擦身而過，並都不知道彼此的存在（動畫黎明錄），也從此和新選組分道揚鑣。
■在《薄櫻鬼》劇場版士魂蒼穹中再次出現（頭髮已剪），幫助土方歲三為千鶴傳遞信件，並帶千鶴與呆在自己家中的原田（龍之介在電影中已與小玲在一起），他聽到千鶴與原田談話時，支持千鶴選擇自己人生的道路。
芹沢 鴨（聲：中田讓治）
■ 黎明錄時期的新選組局長，起初發現倒在路邊的龍之介後撿回，讓其成為新選組的隊士之一。
■ 任職期間行事作風極為強硬，似乎還用無數次不正當的手段，因而與土方之間不合。
■ 和在新選組擔任隊醫的千鶴養父綱道合作研究變若水並開發羅剎，等於是讓羅剎現世的元兇之一，就此為之後因羅剎而引發的一連串鬥爭埋下伏筆，只不過完全不知道千鶴的存在。和風間有著一面之緣，一見面就被風間看出自身早已罹患不治之症，由此可知即使得知鬼族的存在也不以為意。
■ 為證明自己而喝下變若水，是新選組最原始的羅剎，只不過即使喝下變若水仍未失去理智，又似乎沒有吸血衝動，就在被因會津藩下達暗殺命令的土方等人面前，為保護龍之介而變成羅剎，一度讓土方等人陷入苦戰，最後死在土方刀下；之後關於變若水跟羅剎的研究都由接任成為總長的山南接手，近藤接任成為新選組的下一任局長，土方則立志成為鬼之副長。
新見 錦（聲：田村健亮）
■ 芹澤的手下，很敬重芹澤，卻是新選組名義上的代理局長，對近藤派態度惡劣。
■ 是讓芹澤與綱道合作的牽線人，從綱道那收下可抑制羅剎失控的藥物後露出本性，因而帶著剛完成的變若水測試自己監禁的羅剎，不料失敗導致診療所被燒毀，直到甲府一役時綱道都因投靠鬼族跟倒幕派而下落不明，不久之後自己也帶著變若水失蹤。
■ 於祇園某料亭用變若水與倒幕派交易時被土方等人找到，為反抗而喝下變若水，雖變成羅剎且一度讓土方等人陷入苦戰，但因吸血衝動的發作而還是死在土方刀下。
小鈴（聲：西野陽子）
■ 黎明錄登場的學藝，本名為靜，與龍之介之間抱有淡淡的好感。
■在《薄櫻鬼》劇場版士魂蒼穹中再次出現（在電影中已與龍之介在一起）。

## 遊戲主題歌
新選組奇譚
片头曲
作詞 - 加加美亜矢 / 作曲 - 澤口和彦 / 編曲 - 太田美知彦 / 歌 -吉岡亜衣加
片尾曲
作詞 -  / 作曲·編曲 - TATSUYA / 歌 - 吉岡亜衣加
携带版
片头曲
作詞 - 日山尚 / 作曲·編曲 - 上野義雄 / 歌 - 吉岡亜衣加
片尾曲
作詞 - 上園彩結音 / 作曲·編曲 - 末廣健一郎 / 歌 - 吉岡亜衣加
DS
片头曲
作詞 - 大森祥子 / 作曲 - 上野義雄 / 編曲 - 谷本貴義 / 歌 - 吉岡亜衣加
片尾曲
作詞 - 上園彩結音 / 作曲 - 四月朔日義昭 / 編曲 - 谷本貴義 / 歌 - 吉岡亜衣加
随想録
片头曲
作詞 - 上園彩結音 / 作曲·編曲 - 上野義雄 / 歌 - 吉岡亜衣加
片尾曲
作詞 - 上園彩結音 / 作曲·編曲 - 末廣健一郎 / 歌 - 吉岡亜衣加
随想録 携带版
片头曲「 」
作詞 - 上園彩結音 / 作曲·編曲 - 上野義雄 / 歌 - 吉岡亜衣加
片尾曲
作詞 - 上園彩結音 / 作曲·編曲 - 小野貴光 / 歌 - 吉岡亜衣加
随想録 DS
片头曲「 」
作詞 - 磯谷佳江 / 作曲 - 小野貴光 / 編曲 - 戶田章世 / 歌 - 吉岡亜衣加
片尾曲
作詞 - 上園彩結音 / 作曲 - 上野義雄 / 編曲 - 安瀬聖 / 歌 - 吉岡亜衣加
遊戯録
片头曲
作詞 - 上園彩結音 / 作曲·編曲 - 谷本貴義 / 歌 - 吉岡亜衣加
片尾曲
作詞·作曲 - 吉岡亜衣加 / 編曲 - 谷本貴義 / 歌 - 吉岡亜衣加
遊戯録 DS
片头曲
作詞 - 上園彩結音 / 作曲·編曲 - 鶴由雄 / 歌 - 吉岡亜衣加
片尾曲
作詞·作曲 - 吉岡亜衣加 / 編曲 - 松美夜孤雨兵 / 歌 - 吉岡亜衣加
巡想録
片头曲
作詞 - 上園彩結音 / 作曲·編曲 - 四月朔日義昭 / 歌 - 吉岡亜衣加
片尾曲
作詞 - 上園彩結音 / 作曲·編曲 - 四月朔日義昭 / 歌 - 吉岡亜衣加
随想録片尾曲
作詞 - 上園彩結音 / 作曲·編曲 - 四月朔日義昭 / 歌 - 吉岡亜衣加
黎明録
片头曲
作詞 - 上園彩結音 / 作曲·編曲 - 小野貴光 / 歌 - 吉岡亜衣加
片尾曲
作詞 - 上園彩結音 / 作曲 - 浅野高弘 / 編曲 - chokix / 歌 - mao
片尾曲（エピローグ）
作詞 - 上園彩結音 / 作曲·編曲 - 小野貴光 / 歌 - 吉岡亜衣加
黎明録 携带版
片头曲
作詞 - 上園彩結音 / 作曲 - 四月朔日義昭 / 歌 - 吉岡亜衣加
片尾曲
作词 - 上园彩结音 / 作曲 - 上野义雄 / 编曲-安濑圣 /歌-吉岡亜衣加
薄桜鬼 3DS
片头曲
作詞 - 上園彩結音 / 作曲·編曲 - 谷本貴義 / 歌 - 吉岡亜衣加
片尾曲
作詞・作曲 - 吉岡亜衣加 / 編曲 - 戸田章世
幕末無雙録
片头曲
作詞 - 磯谷佳江 / 作曲 - 四月朔日義昭 / 歌 - mao
片尾曲
作詞 - 上園彩結音 / 作曲 - 上野義雄 / 編曲 - 安瀬聖 / 歌 - 吉岡亞衣加
插入曲
作詞 - 磯谷佳江 / 作曲・編曲 - 黒須克彦 / 歌 - mao
插入曲
作詞 - 磯谷佳江 / 作曲・編曲 - 安瀬聖 / 歌 - mao
插入曲
作詞 - 磯谷佳江 / 作曲・編曲 - 小野貴光 / 歌 - 吉岡亞衣加
插入曲
作詞 - 磯谷佳江 / 作曲 - 小野貴光 / 編曲 - 戸田章世 / 歌 - 吉岡亞衣加
薄桜鬼 黎明録 DS
片头曲
作詞 - 上園彩結音 / 作曲 - 小野貴光 / 編曲 - 岩垂徳行/ 歌 - 吉岡亜衣加
片尾曲
作詞 - 磯谷佳江 / 作曲・編曲 - 安瀬聖 / 歌 - mao
薄桜鬼 黎明録 名残り草
片头曲
作詞 - 上園彩結音 / 作曲 - 浅野高弘 / 編曲 - 多田 彰文 / 歌 - 吉岡亜衣加
片尾曲
作詞 - 上園彩結音 / 作曲・編曲 - 四月朔日義昭 / 歌 - ヲタみん
薄桜鬼 遊戯録弐　祭囃子と隊士達
片头曲
作詞 - 上園彩結音 / 作曲 - 松美夜孤雨兵 / 歌 - 吉岡亜衣加
片尾曲
作詞 - 上園彩結音 / 作曲・編曲 - 鶴由雄 / 歌 - 吉岡亜衣加
插入曲
作詞 - 上園彩結音 / 作曲・編曲 - 安瀬聖 / 歌 - mao
薄桜鬼 懐古録
片头曲
作詞 - 上園彩結音 / 作曲 - 三浦誠司 / 編曲 - 安瀨聖 / 歌 - 吉岡亜衣加
片尾曲
作詞 - 上園彩結音 / 作曲 - 霜月遙 / 編曲 - 戸田章世 / 歌 - 吉岡亞衣加
裏語薄桜鬼
片头曲
作詞 - 森由里子 / 作曲 - 上野義雄 / 編曲 - chokix / 歌 - 吉岡亜衣加
片尾曲
作詞 - 森由里子 / 作曲 - Yu / 編曲 - 安瀬聖 / 歌 - 吉岡亜衣加
薄桜鬼 for iOS & Android
片头曲
作詞 - 森由里子 / 作曲 - 上野義雄 / 編曲 - 長田直之 / 歌 - 吉岡亜衣加
片尾曲
作詞 - 上園彩結音 / 作曲 - 吉岡亜衣加 / 歌 - 吉岡亜衣加
薄櫻鬼 鏡花錄
片頭曲
作詞 - 上園彩結音 / 作曲 - 小野貴光 / 編曲 - 四月朔日義昭 / 歌 - 吉岡亞衣加
片尾曲
作詞 - 上園彩結音 / 作曲 - 增谷賢 / 編曲 - 安瀨聖 / 歌 - 吉岡亞衣加
薄桜鬼SSL ～sweet school life～
片头曲
作詞 - 磯谷佳江 / 作曲 - 鶴 由雄  / 歌 - 吉岡亜衣加
片尾曲
作詞 - 磯谷佳江 / 作曲 - 鶴 由雄  / 歌 - 吉岡亜衣加
裏語 薄桜鬼～暁の調べ～
片头曲
作詞 - 森由里子 / 作曲 - 上野義雄 / 編曲 - 長田直之 / 歌 - 吉岡亜衣加
「恋慕綴り」片尾曲
作詞 - 森由里子 / 作曲・編曲 - 戸田章世  / 歌 - 吉岡亜衣加
「黎明の轍」片尾曲
作詞 - 森由里子 / 作曲 - 吉岡亜衣加 / 編曲 - 戸田章世  / 歌 - 吉岡亜衣加
薄桜鬼 随想録 面影げ花
片头曲
作詞 - 上園彩結音 / 作曲 - 戶田彰世 / 歌 - 吉岡亜衣加
片尾曲
作詞 - 上園彩結音 / 作曲 - 小野貴光 / 編曲 - 戸田章世 / 歌 - 吉岡亞衣加
薄桜鬼 黎明録 思馳せ空
片头曲
作詞 - 上園彩結音 / 作曲 - 小野貴光 / 編曲 - 玉木千尋 /  歌 - 吉岡亜衣加
片尾曲
作詞 - 上園彩結音 / 作曲・編曲 - 長田直之 / 歌 - mao
薄桜鬼 真改 風ノ章
片头曲
作詞 - 森由里子 / 作曲 - 小野貴光 / 歌 - 吉岡亜衣加
片尾曲
作詞 - 森由里子 / 作曲 - 小野貴光 / 編曲 - 玉木千尋 /  歌 - 吉岡亜衣加
薄桜鬼 真改 華ノ章
片头曲
作詞 - 森由里子 / 作曲 - 小野貴光 / 編曲 - 玉木千尋 /  歌 - 吉岡亜衣加
片尾曲
作詞 - 森由里子 / 作曲 - 小野貴光 / 編曲 - 玉木千尋 /  歌 - 吉岡亜衣加

## 關連商品

### 遊戲
- 新選組奇譚（PS2：2008年9月18日發售/PSP(攜帶版)：2009年8月27日發售/DS：2010年3月18日發售/3DS：2011年11月24日發售/iOS&Android：2014年3月6日發售/PSV(鏡花録)：2013年12月19日發售）
- 随想録（PS2：2009年8月27日發售/PSP(攜帶版)：2010年8月26日發售/DS：2011年2月17日发售/PSV(面影げ花):2015年2月19日發售）
- 巡想録（PS3：2010年6月17日發售）
- 黎明録（PS2：2010年10月28日發售/PSP：2011年7月28日發售/DS：2012年4月26日發售/PS3(名殘り草)：2012年6月28日發售/PSV(思馳せ空)：2015年7月2日發售）
- 遊戱録（PSP：2010年5月13日發售/DS：2011年4月28日發售）
- 薄桜鬼 待受絵草子（iOS&Android:2011年10月1日發售）
- 幕末無雙録（PSP：2012年2月發售）
- 遊戲錄貳（PSP：2012年10月18日發售）
- 薄桜鬼 懐古録（iOS&Android:2013年4月21日發售）
- 裏語薄櫻鬼（PSP：2013年6月27日發售）
- 薄桜鬼SSL ～sweet school life～（PSV：2014年3月27日發售）
- 裏語 薄桜鬼～暁の調べ～（PSP：2014年8月7日發售）
- 薄桜鬼 真改 風ノ章（PSV：2015年9月25日發售）
- 薄桜鬼 真改 華ノ章（PSV：2016年6月16日發售）
- 薄桜鬼 真改 風華伝（PS4: 2017年7月13日發售）
- 遊戯録　隊士達の大宴会（PSV: 2016年11月17日發售）

### 書籍
- 薄樱鬼 ～新選組奇譚～ 公式插画集 ～百花繚乱～（2009年3月11日發售）
- 薄樱鬼 ～新選組奇譚～ Story Book 上册（2009年3月28日發售）
- 薄樱鬼 ～新選組奇譚～ Story Book 下册（2009年5月25日發售）
- 薄樱鬼 原画集（2009年8月10日發售）
- 薄樱鬼 Anthology Comic（2009年9月1日發售）
- 薄樱鬼 Anthology Comic2（2009年10月1日發售）
- 薄樱鬼 随想録 原画集（2010年1月29日發售）
- OTOMATE CDBOOK 薄樱鬼 ～新選組奇譚～（2010年3月19日發售）
- 薄樱鬼 巡恋華1（2010年3月23日發售）
- 薄樱鬼 公式物語绘卷～樱花風塵～（2010年3月27日發售）
- 薄樱鬼 随想録 Story Book 上册（2010年3月31日發售）
- 薄樱鬼 随想録 Story Book 下册（2010年3月31日發售）
- 薄樱鬼 電視動畫公式專集：京都殘照（2010年9月30日發售）
- 薄樱鬼 巡恋華2（2010年10月22日發售）
- 薄桜鬼 -新選組奇譚- 公式設定集 追想録（2010年12月1日發售）
- 薄桜鬼公式大全集（2012年7月10日發售）

### CD

#### DRAMA CD
- 薄櫻鬼 Drama CD ～新選組捕物控～ 前篇（2009年3月11日發售）
- 薄櫻鬼 Drama CD ～新選組捕物控～ 后篇（2009年3月25日發售）
- 薄櫻鬼 Drama CD ～若殿道中記～（2009年6月17日發售）
- 薄櫻鬼 Drama CD ～千鶴誘拐事件帳～（2009年12月23日發售）
- 薄櫻鬼 Drama CD ～島原騒動記～（2010年3月31日發售）
- 動畫「薄櫻鬼」Drama CD 〜星夜の想い〜（2010年10月27日發售）
- 動畫「薄櫻鬼」Drama CD 〜改名秘帖録〜（2010年12月8日發售）
- 薄櫻鬼 Drama CD ～龍之介淡恋秘話～（2011年4月6日發售）
- 薄櫻鬼 Drama CD ～寒桜絵巻～（2011年12月14日發售）
- 薄櫻鬼 Drama CD ～会津隠密帳～（2012年11月7日發售）
- 薄櫻鬼 Drama CD ～新選組鬼譚～（2012年12月5日發售）
- 薄櫻鬼 Drama CD ～近藤さんの悩みの種～（2013年5月22日發售）
- 薄櫻鬼 Drama CD ～妖刀始末記～（2014年4月23日發售）
- 薄櫻鬼 Drama CD ～偽物騒動記～（2014年5月28日發售）
- 裏語 薄櫻鬼 Drama CD 〜立待月騒動〜（2014年9月24日發售）
- 薄櫻鬼 真改 Drama CD 〜大江戸邂逅録〜（2016年5月25日發售）
- 薄櫻鬼 真改 Drama CD 〜相馬厄難物語〜（2016年6月29日發售）
- 薄櫻鬼 真改 Drama CD 〜珍客逗留始末〜（2016年7月27日發售）
- 薄櫻鬼 真改 Drama CD 〜見廻組騒動録〜（2016年8月31日發售）
- 薄櫻鬼 真改 Drama CD 〜山南過去想起〜（2016年9月28日發售）

#### 音樂CD
- 薄樱鬼 ～新選組奇譚～ 原声带（2008年10月1日發售）
- 薄樱鬼 回奏録 上（角色歌 & 谈话）（2009年7月1日發售）
- 薄樱鬼 回奏録 下（角色歌 & 谈话）（2009年7月22日發售）
- 薄樱鬼 ～音声奏曲集～（2009年12月2日發售）
- 動畫「薄樱鬼」角色CD 幕末花風抄
  1. 土方歳三（2010年5月26日發售）
  2. 沖田総司（2010年5月26日發售）
  3. 斎藤一（2010年6月9日發售）
  4. 原田左之助（2010年6月9日發售）
  5. 藤堂平助（2010年6月23日發售）
  6. 風間千景（2010年6月23日發售）
- 动画『薄樱鬼』原声带（仮）（2010年7月7日發售）

#### RADIO、訪談CD
- 『薄樱鬼』&「ANIME店長」Collection DJCD 2009夏（2009年8月） - ANI店特急限定版·通常版
- 薄樱鬼通信WEB广播 新選組通信録 第一集·第二集（2009年10月29日發售）
  1. 薄樱鬼通信WEB广播 新選組通信録 第三集·第四集（2010年1月22日發售）
  2. 薄樱鬼通信WEB广播 新選組通信録 第五集（2010年4月22日發售）
  3. 薄樱鬼通信WEB广播 新選組通信録 第六集（2010年5月20日發售）
  4. 薄樱鬼通信WEB广播 新選組通信録 出張版 上洛篇（2010年5月20日發售）
  5. 薄樱鬼通信WEB广播 新選組通信録 第七集（2010年7月22日發售）
  6. 薄樱鬼通信WEB广播 新選組通信録 第八集（2010年8月發售）
  7. 薄樱鬼通信WEB广播 新選組通信録 第八集（2010年8月發售）
  8. 薄樱鬼通信WEB广播 新選組通信録 第九集（2010年9月16日發售）
  9. 薄樱鬼通信WEB广播 新選組通信録 第十集（2010年11月18日發售）
  10. 薄樱鬼通信WEB广播 新選組通信録 第十一集（2011年1月27日發售）
  11. 薄樱鬼通信WEB广播 新選組通信録 新選組通信出張版　仙台・京都2Days（2011年1月27日發售）
  12. 薄樱鬼通信WEB广播 新選組通信録 第十二集（2011年3月3日發售）
- 薄桜鬼集会　放送録　第一集（2011年9月29日發售）
  1. 薄桜鬼集会　放送録　第二集（2012年1月25日發售）
  2. 薄桜鬼集会　放送録　第三集（2012年2月29日發售）
  3. 薄桜鬼集会　放送録　第四集（2012年4月19日發售）
  4. 薄桜鬼集会　放送録　第五集（2012年6月14日發售）
  5. 薄桜鬼集会　放送録　第六集（2012年6月14日發售）
  6. 薄桜鬼集会　放送録　第七集（2012年7月19日發售）
  7. 薄桜鬼集会　放送録　第八集（2012年9月19日發售）
  8. 薄桜鬼集会　放送録　第九集（2012年10月26日發售）
  9. 薄桜鬼集会　放送録　第十集（2012年10月26日發售）
  10. 薄桜鬼集会　放送録　第十一集（2013年2月15日發售）
  11. 薄桜鬼集会　放送録　第十二集（2013年4月5日發售）
  12. 薄桜鬼集会　放送録　第十三集（2013年5月17日發售）
  13. 薄桜鬼集会　放送録　第十四集（2013年8月2日發售）
  14. 薄桜鬼集会　放送録　第十五集（2013年10月5日發售）
  15. 薄桜鬼集会　放送録　第十六集（2013年10月25日發售）
  16. 薄桜鬼集会　放送録　第十七集（2013年11月29日發售）
  17. 薄桜鬼集会　放送録　第十八集（2014年1月31日發售）
  18. 薄桜鬼集会　放送録　第十九集（2014年2月28日發售）
  19. 薄桜鬼集会　放送録　第二十集（2014年4月25日發售）
  20. 薄桜鬼集会　放送録　第二十一集（2014年5月16日發售）
  21. 薄桜鬼集会　放送録　第二十二集（2014年5月30日發售）
  22. 薄桜鬼集会　放送録　第二十三集（2014年6月27日發售）
  23. 薄桜鬼集会　放送録　第二十四集（2014年7月25日發售）

### DVD
- EVENT DVD 薄樱鬼 ～樱之宴～（2010年8月20日發售）
- 薄桜鬼　新選組炎舞録　DVD（2011年2月2日發售）
- EVENT 薄桜鬼 感謝祭 ～新選組通信 出張版～（2011年4月22日發售）
- EVENT DVD 薄桜鬼 桜の宴 2012　DVD（2012年8月31日發售）
- EVENT DVD 薄桜鬼 桜の宴 2013　DVD（2013年9月27日發售）
- 音樂劇「薄桜鬼」斎藤一篇 DVD（2012年9月21日發售）
- 音樂劇「薄桜鬼」沖田総司篇 DVD（2013年7月12日發售）
- 音樂劇「薄桜鬼」土方歲三篇 DVD（2014年1月4日發售）
- 音樂劇「薄桜鬼」HAKU-MYU LIVE DVD（2014年4月25日發售）
- 音樂劇「薄桜鬼」風間千景篇 DVD（2014年9月19日發售）

#### 動畫DVD
- TV 薄樱鬼 第一巻（2010年6月23日發售）
- TV 薄樱鬼 第二巻（2010年7月22日發售）
- TV 薄樱鬼 第三巻（2010年8月25日發售）
- TV 薄樱鬼 第四巻（2010年9月23日發售）
- TV 薄樱鬼 第五巻（2010年10月22日發售）
- TV 薄樱鬼 第六巻（2010年11月24日發售）
- 薄桜鬼　碧血録　第一巻　(2010/12/22發售
- 薄桜鬼　碧血録　第二巻　(2011/01/26發售)
- 薄桜鬼　碧血録　第三巻　(2011/02/23發售)
- 薄桜鬼　碧血録　第四巻　(2011/04/06發售)
- 薄桜鬼　碧血録　第五巻　(2011/05/11發售)
- 薄桜鬼　雪華録　第一章　~沖田総司~　(2011/08/05發售)
- 薄桜鬼　雪華録　第二章　~斎藤 一~　(2011/08/26發售)
- 薄桜鬼　雪華録　第三章　~原田左之助~　(2011/09/30發售)
- 薄桜鬼　雪華録　第四章　~藤堂平助~　(2011/10/28發售)
- 薄桜鬼　雪華録　第五章　~土方歳三~　(2011/11/25發售)
- 薄桜鬼　雪華録　第六章　~風間千景~　(2012/06/27發售)

## Web Radio
- 標題 - 薄樱鬼WEB广播 新選組通信
- 主持人 - 三木眞一郎（土方歳三役）
- 配信現場 - Animate TV
- 配信期間 - 2009年7月9日 – 2010年12月27日
- 特別來賓
  - 第0回 - 森久保祥太郎、鳥海浩輔
  - 第1回 - 大川透
  - 第2回 - 吉野裕行
  - 第3回 - 遊佐浩二
  - 第4·5回 - 森久保祥太郎、鳥海浩輔
  - 第6·7回 - 吉野裕行、坪井智浩
  - 第8·9回 - 森久保祥太郎
  - 第10回 - 大川透、飛田展男
  - 第11回 - 吉野裕行、遊佐浩二
  - 第12·13回 - 鳥海浩輔
  - 第14回 - 津田健次郎
  - 第15回 - 鳥海浩輔
  - 第16·17回 - 遊佐浩二、坪井智浩
  - 第18·19回 - 飛田展男、吉野裕行
  - 第20回 - 森久保祥太郎
  - 第21回 - 大川透
  - 第22回 - 鳥海浩輔

## 动画
2010年4月開始在千葉電視台開始播放。動畫標題是《薄櫻鬼》。全12集。第二期《薄櫻鬼 碧血錄》於2010年10月2日播放。實際第一集為無話數的第一季總集篇《特別編 京都回想録》，而後話數接續第一季從13話開始至22話完結。
2011年8月至11月推出OVA《薄櫻鬼 雪華錄》，以攻略角為篇章分為五卷發售。另外於2012年6月27日發售風間千景篇。
後於2012年7月開始播放第三季《薄櫻鬼 黎明錄》，劇場版則分別在2013年8月24及2014年3月8日上映，分為《京都亂舞》及《士魂蒼穹》兩章。

### 工作人员
- 原作 - OTOMATE
- 原案·構成監修 - 藤澤經清
- 監督 - 山崎理
- 人物原案 - 数木夜音（日语：カズキヨネ）
- 人物设计 - 中嶋敦子
- 美術監督 - 平柳悟
- 色彩設計 - 松本真司
- 攝影監督 - 下崎昭
- 編集 - 松村正宏
- 音樂 - 大谷幸
- 音響監督 - 岩浪美和
- 制片人 - 小倉充俊、長谷川和彦、山崎明日香
- 动画制片 - 浦崎宣光
- 动画制作 - STUDIO DEEN
- 製作 - 「薄樱鬼」製作委員会（Geneon Universal Entertainment Japan、Frontier Works、AT-X）

### 主題歌
第一期
片头曲「十六夜涙」
作詞 - Yumiyo / 作曲 - 谷本貴義 / 編曲 - 太田美知彦 / 歌 - 吉岡亞衣加
片尾曲「君ノ記憶」
作詞·歌 - mao / 作曲·編曲 - 安瀨聖
第二期
片头曲「舞風」
作詞 - 森由里子 / 作曲 - 上野義雄 / 編曲 - 太田美知彦 / 歌 - 吉岡亞衣加
片尾曲「茜空に願ふ」
作詞 - 森由里子 / 作曲・編曲 - 安瀬聖 / 歌 - mao
第三期
片頭曲「黎鳴 -reimei-」
歌 - 黑崎真音 / 作詞 - 黑崎真音 / 作曲‧編曲- デワヨシアキ
片尾曲「花のあとさき」
作詞 - 森由里子 / 作曲 - 霜月遙 / 歌 - mao
OVA（雪華錄）
片頭曲「夢ノ浮舟」
歌 - 吉岡亜衣加 / 作詞 - 森由里子 / 作曲 - 鶴由雄 / 編曲 - 太田美知彥
片尾曲「夢幻-a true love tale-」（第一話）
作詞 - 黑崎真音 / 作曲・編曲 - デワヨシアキ/ 歌 - 黑崎真音
片尾曲「風花-The whisper of snow falling-」（第二話）
作詞 - 黑崎真音 / 作曲・編曲 - デワヨシアキ/ 歌 - 黑崎真音
片尾曲「蘭-The end of struggle-」（第三話）
作詞 - 黑崎真音 / 作曲・編曲 - デワヨシアキ/ 歌 - 黑崎真音
片尾曲「光-I promise you-」（第四話）
作詞 - 黑崎真音 / 作曲・編曲 - デワヨシアキ/ 歌 - 黑崎真音
片尾曲「真実-The light lasting-」（第五話）
作詞 - 黑崎真音 / 作曲・編曲 - デワヨシアキ/ 歌 - 黑崎真音
片尾曲「比翼-Contract with you-」（第六話）
作詞 - 黑崎真音 / 作曲・編曲 - デワヨシアキ/ 歌 - 黑崎真音
劇場版
第一章「紅ノ絲」
作詞 - 森由里子 / 作曲 - デワヨシアキ  / 歌 - 吉岡亜衣加
第二章「蒼穹ノ旗」
作詞 - 森由里子 / 作曲 - デワヨシアキ / 歌 - 吉岡亜衣加
薄樱鬼～御伽草子～
主题曲「Don't Cry」
作詞・歌 - 蓮花 / 作曲・編曲 - 大西俊也

### 各集列表

#### 第一期
| 集数     | 日文标题 | 中文标题       | 脚本     | 分镜     | 演出     | 作画監督            | 總作畫監督 |
| -------- | -------- | -------------- | -------- | -------- | -------- | ------------------- | ---------- |
| 第一話   |          | 雪華之都       | 山口亮太 | 山崎理   | 吉田俊司 | 胡陽樹              | -          |
| 第二話   |          | 動亂的導火線   | 廣田光毅 | 藤原良二 | 神保昌登 | 森田實 氏家嘉宏     | 野田康行   |
| 第三話   |          | 暗夜中綻放之花 | 廣田光毅 | 金崎貴臣 | 吉田俊司 | 門智昭 菊地洋子     | 胡陽樹     |
| 第四話   |          | 黑暗使者       | 中村能子 | 名村英敏 | 渡邊正彦 | 番由紀子 山田裕子   | 野田康行   |
| 第五話   |          | 相剋之刃       | 笹野惠   | 高村雄太 | 高村雄太 | 安田京弘 金順淵     | 胡陽樹     |
| 第六話   |          | 鬼之命脈       | 中村能子 | 小滝礼   | 渡辺正彦 | 空流邊廣子          | 野田康行   |
| 第七話   |          | 束縛的命運     | 笹野惠   | 名村英敏 | 邑木小詠 | 山下英美 吉田和香子 | 胡陽樹     |
| 第八話   |          | 飄渺之夢       | 中村能子 | 金崎貴臣 | 西村博昭 | 番由紀子            | 野田康行   |
| 第九話   |          | 修羅之轍       | 廣田光毅 | 小瀧禮   | 吉田俊司 | 門智昭              | 胡陽樹     |
| 第十話   |          | 羈絆的去向     | 笹野惠   | 齋藤哲人 | 木村延景 | 森田實 空流邊廣子   | 野田康行   |
| 第十一話 |          | 凋零之物       | 中村能子 | 小島正士 | 渡邊正彦 | 氏家嘉宏 山田裕子   | 胡陽樹     |
| 第十二話 |          | 劍戟的彼方     | 廣田光毅 | 金崎貴臣 | 高村雄太 | 番由紀子            | 野田康行   |

#### 第二期 薄櫻鬼 碧血錄
| 集数   | 日文标题          | 中文标题          | 脚本           | 分镜     | 演出     | 作画監督          | 総作画監督        |
| ------ | ----------------- | ----------------- | -------------- | -------- | -------- | ----------------- | ----------------- |
| 总集编 | 特別編 京都回想録 | 特别篇 京都回想录 | -              | -        | -        | -                 | -                 |
| 第一話 |                   | 宛如烈焰          | 笹野惠         | 名村英敏 | 西村博昭 | 空流邊廣子 金順淵 | 胡陽樹 野田康行   |
| 第二話 |                   | 挫折的长廊        | 廣田光毅       | 清水聰   | 又野弘道 | 花井宏和 山下英美 | 中嶋敦子 野田康行 |
| 第三話 |                   | 久違的面貌        | 中村能子       | 山崎光惠 | 山崎光惠 | 門智昭 高澤美佳   | 胡陽樹            |
| 第四話 |                   | 诚心永存          | ヤマサキオサム | 名村英敏 | 吉田俊司 | 番由紀子          | 野田康行          |
| 第五話 |                   | 黃粱一夢          | 笹野惠         | 金崎貴臣 | 岡村正弘 | 空流邊廣子        | 胡陽樹 野田康行   |
| 第六話 |                   | 闪耀的曙光        | 中村能子       | 齋藤哲人 | 高村雄太 | 金順淵 氏家嘉宏   | 野田康行          |
| 第七話 |                   | 天道之刃          | 廣田光毅       | 名村英敏 | 西村博昭 | 門智昭 山田裕子   | 胡陽樹 野田康行   |
| 第八話 |                   | 散落的櫻花        | 笹野恵         | 小島正士 | 又野弘道 | 高澤美佳 山下英美 | 野田康行          |
| 第九話 |                   | 綻放的雪割草      | ヤマサキオサム | 平田智浩 | 吉田俊司 | 番由紀子 山根理宏 | 佐光幸惠          |
| 第十話 |                   | 夢幻薄櫻          | 中村能子       | 山崎光惠 | 大張正己 | 野田康行          | 中嶋敦子          |

#### 第三期 薄櫻鬼 黎明錄
| 集數     | 日文標題 | 中文標題       | 腳本     | 分鏡     | 演出              | 作畫監督                                       | 總作畫監督                |
| -------- | -------- | -------------- | -------- | -------- | ----------------- | ---------------------------------------------- | ------------------------- |
| 第一話   |          | 天武之曉       | 山崎理   | 名村英敏 | 竹下健一          | 山田裕子、高澤美佳                             | 中嶋敦子、胡陽樹 安田京弘 |
| 第二話   |          | 被引導的命運   | 廣田光毅 | 小島正士 | 石田暢            | 小馳那乃國廣道                                 | 胡陽樹 安田京弘           |
| 第三話   |          | 群狼的法則     | 笹野惠   | 齋藤哲人 | 土屋康郎          | 崎本さゆり、紋地昭                             | 胡陽樹 安田京弘           |
| 第四話   |          | 血塗之刃       | 山崎理   | 齋藤哲人 | 西村博昭          | 河南正昭、山田裕子 松下郁子、松浦里美          | 胡陽樹 安田京弘           |
| 第五話   |          | 蒼穹之階       | 中村能子 | 小島正士 | 久保太郎 吉田俊司 | 前澤弘美、古住千秋 海老原雅夫                  | 胡陽樹 安田京弘           |
| 第六話   |          | 來自黑暗的咆哮 | 廣田光毅 | 名村英敏 | 高山秀樹          | 河南正昭、平川亞喜雄                           | 胡陽樹 安田京弘           |
| 第七話   |          | 草颯之誓       | 笹野惠   | 齋藤哲人 | 西村博昭          | 氏家嘉宏、瀧原美樹 平川亞喜雄、今泉直子        | 中嶋敦子、胡陽樹 安田京弘 |
| 第八話   |          | 修羅的枷鎖     | 中村能子 | 金崎貴臣 | 青柳宏宜          | 前澤弘美、古住千秋 中山由美、松浦里美 松下郁子 | 中嶋敦子、胡陽樹 安田京弘 |
| 第九話   |          | 劍光四射       | 廣田光毅 | 小島正士 | 野亦則行          | 小松桃花、岸川麻美 荻原みちる、時矢義則        | 中嶋敦子、胡陽樹 安田京弘 |
| 第十話   |          | 紅蓮的烽火     | 笹野惠   | 浪速勉   | 西村博昭          | 平川亞喜雄、河南正昭 石橋有希子                | 中嶋敦子、胡陽樹 安田京弘 |
| 第十一話 |          | 百花月夜       | 山崎理   | 山崎理   | 高山秀樹          | 中山由美、中本尚 前澤弘美                      | 中嶋敦子、小松桃花        |
| 第十二話 |          | 偉大的黎明     | 中村能子 | 大張正己 | 竹下健一          | 氏家嘉宏、平川亞喜雄 松下郁子、小坂知          | 中嶋敦子、胡陽樹 安田京弘 |

#### OVA雪華錄
| 集数   | 日文标题 | 中文标题 | 腳本     | 發售日期      |
| ------ | -------- | -------- | -------- | ------------- |
| 第一話 |          | 玄夜之雪 | 中村能子 | 2011年8月5日  |
| 第二話 |          | 冬季之火 | 笹野恵   | 8月26日       |
| 第三話 |          | 裂空之槍 | 廣田光毅 | 9月30日       |
| 第四話 |          | 搖盪之舟 | 笹野恵   | 10月28日      |
| 第五話 |          | 天明之風 | 中村能子 | 11月25日      |
| 第六話 |          | 雪華之舞 | 中村能子 | 2012年6月27日 |

### 播放电视台
| 播放地域 | 播放电视台     | 播放期間               | 播放日時                            | 播放区分  | 備註                 |
| -------- | -------------- | ---------------------- | ----------------------------------- | --------- | -------------------- |
| 神奈川縣 | 神奈川电视台   | 2010年4月3日 - 6月19日 | 周六 24時30分 - 25時00分            | 独立UHF局 |                      |
| 千葉縣   | 千葉电视台     | 2010年4月4日 - 6月20日 | 周日 23時30分 - 24時00分            | 独立UHF局 |                      |
| 埼玉縣   | 埼玉电视台     | 2010年4月4日 - 6月20日 | 周日 25時00分 - 25時30分            | 独立UHF局 |                      |
| 日本全域 | AT-X           | 2010年4月5日 - 6月21日 | 周一 09時30分 - 10時00分 （有重播） | 付费电视  |                      |
| 兵庫縣   | SUN电视台      | 2010年4月5日 - 6月21日 | 周一 24時00分 - 24時30分            | 独立UHF局 |                      |
| 京都府   | KBS京都        | 2010年4月5日 - 6月21日 | 周一 25時00分 - 25時30分            | 独立UHF局 |                      |
| 愛知縣   | 爱知电视台     | 2010年4月6日 - 6月22日 | 周二 25時28分 - 25時58分            | TXN       |                      |
| 東京都   | TOKYO MX       | 2010年4月6日 - 6月22日 | 周二 26時00分 - 26時30分            | 独立UHF局 |                      |
| 日本全域 | ShowTime       | 2010年6月11日 -        | 周五 15時更新                       | 網路電視  |                      |
| 日本全域 | 時代劇專門頻道 | 2012年2月11日・18日    | 周六 25:00 - 28:00                  | CS放送    | 6話連續放送 連日播放 |
| 日本全域 | 時代劇專門頻道 | 2012年2月13日 - 3月1日 | 周一 - 周四 27:00 - 27:30           | CS放送    | 6話連續放送 連日播放 |

| Animax 星期一至五21:30－22:00 | Animax 星期一至五21:30－22:00          | Animax 星期一至五21:30－22:00 |
| ----------------------------- | -------------------------------------- | ----------------------------- |
|                               | 薄櫻鬼 （2012年7月17日－2012年8月1日） |                               |
| 妖怪少爺 重播                 | 薄櫻鬼 碧血錄                          |                               |
| Animax 星期一至日22:00－23:00 |                                        |                               |
| 中二病也想談戀愛！            | 薄櫻鬼 （2013年12月22日－12月27日）    | 薄櫻鬼 碧血錄                 |

| Animax 星期一至五21:00－21:30 | Animax 星期一至五21:00－21:30    | Animax 星期一至五21:00－21:30 |
| ----------------------------- | -------------------------------- | ----------------------------- |
|                               | 薄櫻鬼 （2012年8月23日－9月6日） |                               |
| 魔B爸B （第26-60集）          | 薄櫻鬼 碧血錄                    |                               |

| 放送地域 | 放送局                      | 放送期間                 | 放送日時                            | 放送系列  |
| -------- | --------------------------- | ------------------------ | ----------------------------------- | --------- |
| 神奈川縣 | 神奈川电视台                | 2010年10月2日 - 12月11日 | 周六 24時30分 - 25時00分            | 独立UHF局 |
| 千葉縣   | 千葉电视台                  | 2010年10月3日 - 12月12日 | 周日 23時30分 - 24時00分            | 独立UHF局 |
| 埼玉縣   | 埼玉电视台                  | 2010年10月3日 - 12月12日 | 周日 25時00分 - 25時30分            | 独立UHF局 |
| 日本全域 | AT-X                        | 2010年10月4日 -          | 周一 09時30分 - 10時00分 （有重播） | 付费电视  |
| 兵庫縣   | SUN电视台                   | 2010年10月4日 -          | 周一 24時00分 - 24時30分            | 独立UHF局 |
| 京都府   | KBS京都                     | 2010年10月4日 -          | 周一 25時00分 - 25時30分            | 独立UHF局 |
| 東京都   | TOKYO MX                    | 2010年10月4日 -          | 周一 25時30分 - 26時00分            | 独立UHF局 |
| 愛知縣   | 愛知电视台                  | 2010年10月5日 -          | 周二 25時28分 - 25時58分            | TXN       |
| 日本全域 | NICONICO動畫 （薄櫻鬼频道） | 2010年10月 -             |                                     | 网络播放  |

| Animax 星期一至五21:30－22:00 | Animax 星期一至五21:30－22:00                                                   | Animax 星期一至五21:30－22:00 |
| ----------------------------- | ------------------------------------------------------------------------------- | ----------------------------- |
|                               | 薄櫻鬼 碧血錄 （2012年8月2日－8月15日） ↓ 薄櫻鬼 OVA （2012年8月16日－8月22日） |                               |
| 薄櫻鬼                        | BLEACH死神                                                                      |                               |
| Animax 星期一至日22:00－23:00 |                                                                                 |                               |
| 薄櫻鬼                        | 薄櫻鬼 碧血錄 （2013年12月28日－）                                              | —                             |

| Animax 星期一至五21:00－21:30 | Animax 星期一至五21:00－21:30                                                        | Animax 星期一至五21:00－21:30 |
| ----------------------------- | ------------------------------------------------------------------------------------ | ----------------------------- |
|                               | 薄櫻鬼 碧血錄 （2012年9月7日－9月21日） ↓ 薄櫻鬼OVA雪華錄 （2012年9月24日－9月28日） |                               |
| 薄櫻鬼                        | 笨蛋，測驗，召喚獸2                                                                  |                               |

| 放送地域   | 放送局     | 放送期間                | 放送日時                   | 放送系列                     |
| ---------- | ---------- | ----------------------- | -------------------------- | ---------------------------- |
| 近畿廣域圈 | 讀賣電視台 | 2012年7月9日 - 9月24日  | 星期一 26時53分 - 27時23分 | 日本電視網 『MANPA』第3部    |
| 日本全域   | AT-X       | 2012年7月10日 - 9月25日 | 星期二 23時00分 - 23時30分 | CS頻道                       |
| 東京都     | TOKYO MX   | 2012年7月10日 - 9月25日 | 星期二 24時00分 - 24時30分 | 獨立局                       |
| 神奈川縣   | tvk        | 2012年7月10日 - 9月25日 | 星期二 25時30分 - 26時00分 | 獨立局                       |
| 愛知縣     | 愛知電視台 | 2012年7月10日 - 9月25日 | 星期二 25時30分 - 26時00分 | 東京電視網                   |
| 日本全域   | BS11       | 2012年7月11日 -         | 星期三 24時00分 - 24時30分 | 獨立系BS放送、『ANIME+』節目 |

## 舞台劇

### 薄櫻鬼 新選組炎舞錄
「薄櫻鬼 新選組炎舞錄」於2010年10月1日－17日於天王洲銀河劇場公演。
演員
- 導演 - キタムラトシヒロ
- 劇本 - 毛利亘宏

演員
- 土方歳三 - 早乙女太一
- 雪村千鶴 - 黑川智花
- 風間千景 - 木村了
- 沖田総司 - 窪田正孝
- 斎藤一 - 中村倫也
- 藤堂平助 - 武田航平
- 原田左之助 - 橋本淳
- 近藤勇 - 坂本爽
- 永倉新八 - 中村誠治郎
- 井上源三郎 - 杉山彦彦
- 島田魁 - 橋本望
- 天霧九寿 - RYO（ORANGE RANGE）
- 不知火匡 - 伊崎右典
- 雪村綱道 -

### 薄櫻鬼SSL 〜sweet school life〜
「薄櫻鬼SSL 〜sweet school life〜」於2015年12月11日-20日、在新宿Theatre Sunmall公演。
演員與電視劇及電影版相同。詳見「电视劇」條目。

## 音樂劇
(第一作)『音樂劇 薄櫻鬼 〜齋藤一篇〜』- 2012年4月27日〜5月8日於池袋サンシャイン劇場進行公演。
(第二作)『音樂劇 薄櫻鬼 〜沖田總司篇〜』- 2013年3月14日〜24日於池袋サンシャイン劇場進行公演。
(第三作)『音樂劇 薄櫻鬼 〜土方歳三篇〜』- 2013年10月2日〜11日於日本青年館進行公演。
(第四作)『音樂劇 薄櫻鬼 HAKU-MYU LIVE』- 2014年1月4日～5日於日本青年館進行公演。
(第五作)『音樂劇 薄櫻鬼 〜風間千景篇〜』- 2014年5月16日〜18日於新神戸オリエンタル劇場/23日〜6月1日於シアター1010進行公演。
(第六作)『音樂劇 薄櫻鬼 〜藤堂平助篇〜』 - 2015年1月10日～12日於京都劇場/17日～25日於六本木ブルーシアター進行公演。
(第七作)『音樂劇 薄櫻鬼 〜黎明錄〜』 - 2015年5月23日～31日東京公演﹝AiiA 2.5 Theater Tokyo﹞/2015年6月10日～14日京都公演﹝京都劇場﹞。
(第八作)『音樂劇 薄櫻鬼 〜新選組奇譚〜』 - 2016年1月4日～11日於天王洲 銀河劇場/1月15日～17日於大阪メルパルクホール進行公演。
(第九作)『音樂劇 薄櫻鬼 HAKU-MYU-LIVE2』 - 2016年8月12日～13日於京都劇場/2016年8月16日～17日於東京Zepp Divercity進行公演。
(第十作)『音樂劇 薄櫻鬼〜原田左之助篇〜』 - 2017年4月14日～2017年4月16日於大阪梅田藝術劇場/2017年4月26～2017年4月30日於東京AiiA 2.5 Theater Tokyo進行公演。
(第十一作)『音樂劇 薄櫻鬼〜志譚 土方歲三篇〜』 - 2018年4月21日～2018年4月23日於新神戸オリエンタル劇場/2018年4月28～2018年5月1日於東京明治座進行公演。

### 工作人員
- 腳本・演出・作詞 - 毛利亘宏
- 音樂 - 佐橋俊彦
- 殺陣：諸鍛冶裕太/六本木康弘(黎明録)
- 殺陣監修 - 諸鍛冶裕太(黎明録)
- 編舞：本山新之助
- 制作協力 - ジェイズプロデュース
- 製作協力 - トライストーン・エンタテイメント
- 主催 - ミュージカル『薄桜鬼』製作委員会（マーベラスAQL、マーブルフィルム、イープラス）

### 演員
有底色 粗字體為主演。
|             | 2012年 斎藤一篇 | 2013年 沖田総司篇 | 2013年 土方歳三篇 | 2014年 HAKU-MYU LIVE            | 2014年 風間千景篇 | 2015年 藤堂平助篇 | 2015年 黎明録 | 2016年 新選組奇譚 | 2016年 HAKU-MYU LIVE2 | 2017年 原田左之助篇 | 2018年 志譚 土方歲三篇 |
| ----------- | --------------- | ----------------- | ----------------- | ------------------------------- | ----------------- | ----------------- | ------------- | ----------------- | --------------------- | ------------------- | ---------------------- |
| 土方 歳三   | 矢崎 広         | 矢崎 広           | 矢崎 広           | 矢崎 広                         | 矢崎 広           | 井澤 勇貴         | 佐々木 喜英   | 松田 岳           | 松田 岳               | 松田 岳             | 和田 雅成              |
| 斎藤 一     | 松田 凌         | 松田 凌           | 松田 凌           | 松田 凌                         | 松田 凌           | 橋本 祥平         | 橋本 祥平     | 橋本 祥平         | 橋本 祥平             | 納谷 健             | 納谷 健                |
| 沖田 総司   | 廣瀬 大介       | 廣瀬 大介         | 廣瀬 大介         | 廣瀬 大介                       | 廣瀬 大介         | 廣瀬 大介         | 荒牧 慶彦     | 荒牧 慶彦         | 荒牧 慶彦             | 荒牧 慶彦           | 山崎 晶吾              |
| 風間 千景   | 鈴木 勝吾       | 鈴木 勝吾         | 鈴木 勝吾         | 鈴木 勝吾                       | 鈴木 勝吾         | 鈴木 勝吾         | -             | 鈴木 勝吾         | 鈴木 勝吾             | 佐々木 喜英         | 中河內 雅貴            |
| 藤堂 平助   | 池田 純矢       | 池田 純矢         | 池田 純矢         | 池田 純矢                       | 池田 純矢         | 池田 純矢         | 小澤 廉       | 小澤 廉           | 木津 つばさ           | 木津 つばさ         | 樋口 裕太              |
| 雪村 千鶴   | 吉田 仁美       | 山本 紗也加       | 菊地 美香         | 吉田 仁美 山本 紗也加 菊地 美香 | 富田 麻帆         | 田上 真里奈       | -             | 藤社 優美         | 藤社 優美             | 礒部 花凜           | 森 莉那                |
| 原田 左之助 | 小野 健斗       | 小野 健斗         | 小野 健斗         | 小野 健斗                       | 五十嵐 麻朝       | 五十嵐 麻朝       | 東 啓介       | 東 啓介           | 東 啓介               | 東 啓介             | 小鳥遊 潤              |
| 永倉 新八   | 宮﨑 秋人       | 宮﨑 秋人         | 宮﨑 秋人         | 宮﨑 秋人                       | 宮﨑 秋人         | 宮﨑 秋人         | 猪野 広樹     | 猪野 広樹         | 福山 翔大             | 福山 翔大           | 岸本 勇太              |
| 山崎 烝     | 天野 博一       | -                 | 河原田 巧也       | 河原田 巧也                     | 高崎 翔太         | 高崎 翔太         | 高崎 翔太     | 高崎 翔太         | 高崎 翔太             | 高崎 翔太           | 椎名 鯛造              |
| 井上 源三郎 | 森大            | -                 | 堀池 直毅         | -                               | -                 | -                 | -             | -                 | -                     | -                   | -                      |
| 山南 敬助   | -               | -                 | 味方良介          | 味方良介                        | 味方良介          | 味方良介          | 輝馬          | -                 | -                     | 輝馬                | 輝馬                   |
| 近藤 勇     | -               | 井俣 太良         | 井俣 太良         | 井俣 太良                       | 井俣 太良         | 井俣 太良         | 井俣 太良     | 井俣 太良         | 井俣 太良             | 井俣 太良           | 井俣 太良              |
| 不知火 匡   | 柏木 佑介       | 柏木 佑介         | 柏木 佑介         | 柏木 佑介                       | 柏木 佑介         | 柏木 佑介         | -             | 柏木 佑介         | 柏木 佑介             | 柏木 佑介           | 校條 拳太朗            |
| 天霧 九寿   | 清水 順二       | 小林 且弥         | 小林 且弥         | -                               | 郷本 直也         | 郷本 直也         | -             | 郷本 直也         | -                     | 聡太郎              | 兼崎 健太郎            |
| 雪村 綱道   | 江戸川 萬時     | 江戸川 萬時       | 江戸川 萬時       | 江戸川 萬時                     | 江戸川 萬時       | 江戸川 萬時       | 江戸川 萬時   | 江戸川 萬時       | 江戸川 萬時           | 川本 裕之           | 川本 裕之              |
| 南雲 薫     | -               | 鈴木 拡樹         | -                 | 鈴木 拡樹                       | -                 | -                 | -             | -                 | -                     | -                   | -                      |
| 大鳥 圭介   | -               | -                 | 前内 孝文         | 前内 孝文                       | -                 | -                 | -             | -                 | -                     |                     | 橋本 汰斗              |
| 鈴鹿 千     | -               | -                 | -                 | -                               | -                 | 柳田 衣里佳       | -             | -                 | -                     | -                   | -                      |
| 井吹 龍之介 | -               | -                 | -                 | -                               | -                 | -                 | 白又 敦       | -                 | 白又 敦               | -                   | -                      |
| 芹沢 鴨     | -               | -                 | -                 | -                               | -                 | -                 | 窪寺 昭       | 窪寺 昭           | 窪寺 昭               | -                   | -                      |
| 新見 錦     | -               | -                 | -                 | -                               | -                 | -                 | 篠﨑 功希     | -                 | -                     | -                   | -                      |

## 電視劇
《薄樱鬼SSL 〜sweet school life〜》原本為《薄櫻鬼 隨想錄》中的特典校園漫畫，而後於2014年改編為遊戲於PS Vita平台所推出的故事。
電視劇、舞台劇及電影的演員及設定皆相同，故事時間軸則依照作品推出順序為主。

### 電視劇
日劇《薄桜鬼SSL ～ sweet school life ～》在2015年9月24日開始於TOKYO MX2及KBS京都電視台放送。

### 舞台劇
舞台劇《薄桜鬼SSL ～ sweet school life ～ THE STAGE》於2015年12月11日至同年20日於新宿シアターサンモール進行公演。

### 電影
電影《薄桜鬼SSL ～sweet school life～ THE MOVIE》於2016年2月6日上映。

### 角色
- 土方歲三 - 中村優一
- 齋藤一 - 染谷俊之
- 沖田總司 - 木村敦
- 藤堂平助 - 石渡真修
- 原田左之助 - 稲垣成弥
- 風間千景 - 井深克彦
- 雪村千鶴 - 大野未来
- 永倉新八 - 章平
- 南雲薫 - 小西成弥
- 井吹龍之介 - 葵洋輔
- 近藤勇 - 加藤和樹
- 伊東甲子太郎 - 玉城裕規
- 山南敬助 - 馬場良馬
- 不知火匡 - 瀧沢犬太郎
- 天霧九寿 - 中島頼之
- 鈴鹿千 - 逢沢凜
- 鈴鹿小鈴 - 田中愛梨
- 山崎烝 - 奥野智也